# Маршфілд (переписна місцевість, Массачусетс)
Маршфілд (англ. Marshfield) — переписна місцевість (CDP) в США, в окрузі Плімут штату Массачусетс. Населення — 4653 особи (2020).

## Географія
Маршфілд розташований за координатами 42°6′8″ пн. ш. 70°41′20″ зх. д. / 42.10222° пн. ш. 70.68889° зх. д. (42.102128, -70.688950).  За даними Бюро перепису населення США в 2010 році переписна місцевість мала площу 13,32 км², з яких 13,12 км² — суходіл та 0,20 км² — водойми.

## Демографія
Згідно з переписом 2010 року, у переписній місцевості мешкало 4335 осіб у 1789 домогосподарствах у складі 1141 родини. Густота населення становила 325 осіб/км².  Було 1856 помешкань (139/км²).
Расовий склад населення:
| - 96,7 % — білих - 0,7 % — азіатів - 0,5 % — чорних або афроамериканців - 0,2 % — корінних американців - 1,0 % — осіб інших рас |

До двох чи більше рас належало 0,9 %. Частка іспаномовних становила 0,9 % від усіх жителів.
За віковим діапазоном населення розподілялося таким чином: 22,5 % — особи молодші 18 років, 59,9 % — особи у віці 18—64 років, 17,6 % — особи у віці 65 років та старші. Медіана віку мешканця становила 44,5 року. На 100 осіб жіночої статі у переписній місцевості припадало 89,7 чоловіків;  на 100 жінок у віці від 18 років та старших — 86,1 чоловіків також старших 18 років.
Середній дохід на одне домашнє господарство  становив 90 975 доларів США (медіана — 73 036), а середній дохід на одну сім'ю — 117 644 долари (медіана — 109 718). Медіана доходів становила 69 896 доларів для чоловіків та 49 271 долар для жінок. За межею бідності перебувало 7,9 % осіб, у тому числі 12,9 % дітей у віці до 18 років та 12,9 % осіб у віці 65 років та старших.
Цивільне працевлаштоване населення становило 2287 осіб. Основні галузі зайнятості: освіта, охорона здоров'я та соціальна допомога — 25,4 %, науковці, спеціалісти, менеджери — 15,0 %, виробництво — 9,7 %, фінанси, страхування та нерухомість — 9,5 %.